# Hatton National Bank
Hatton National Bank (обычно сокращается до HNB, синг. ஹற்றன் தேசிய வங்கி) — частный банк на Шри-Ланке с 255 отделением и 794 банкоматами.

## История
В 1888 году Р. Д. Бенкс и А. Т. Эткин организовали маленький частный банк Hatton Bank для обслуживания нужд инвесторов и трудящихся цейлонских чайных плантаций. К 1933 году банк был подразделением европейской компании.
В 1948 году, после обретения Цейлоном независимости, инжиниринговая компания Brown and Company выкупила доли первоначальных инвесторов.
В 1961 году правительство Шри-Ланки (англ.) запретило иностранным банками открывать депозиты гражданам страны. Это привело к реорганизации деятельности иностранных банков в ланкийском банковском секторе. В 1970 году на основе Hatton Bank и отделений Grindlays Bank (англ.) в Канди и Нувара-Элии был создан Hatton National Bank. Grindlays Bank унаследовала эти отделения от слияния с National Bank of India. Эти отделения были открыты в 1892 году. Отдав два отделения, Grindlays Bank получил право продолжать банковскую деятельность в своём отделении в Коломбо, которое было открыто в 1881 году и обслуживало корпоративных клиентов и бизнес. Выпущенные вскоре после этого акции изменили структуру собственников Hatton National Bank: Brown and Company владела 37 % акций, National & Grindlays — 28 %, остальные 35 % стали государственной собственностью. В 1974 году Hatton National Bank купил отделения банка Mercantile Bank of India (англ.) в Петтахе (англ.) и Коломбо, а также долю в банке Mercantile (подразделение HSBC с 1959 года, сохранившее отделение в Коломбо).
В 1989 году Hatton National Bank купил коломбское отделение банка Emirates Bank International, а также его ланкийское подразделение по банковским операциям с иностранными валютами (Sri Lankan Foreign Currency Banking Unit). В 1996 году HNB купил отделение банка Banque Indosuez (англ.) в Коломбо.
В 2000 году HNB открыл представительства в Карачи (Пакистан) и Ченнаи (Индия). В 2002 году HNB приобрёл ланкийские отделения у Habib Bank A.G. Zurich (англ.), которые планируется использовать как основу для выхода Hatton National Bank в сферу исламского банковского дела.